# Jan-Wilhelm Pohlmann
Jan-Wilhelm Pohlmann (* 31. Juli 1986 in Korbach) ist ein deutscher Politiker (CDU). Seit 2025 ist er Mitglied des Deutschen Bundestages. Zuvor war er von 2021 bis 2025 Abgeordneter im Hessischen Landtag.

## Leben
Pohlmann absolvierte 2003 die Mittlere Reife. Von 2003 bis 2006 absolvierte er eine Ausbildung zum Fachangestellten für Arbeitsförderung bei der Agentur für Arbeit. Anschließend war er bis 2007 Mitarbeiter in der Personalstelle der Bundesagentur für Arbeit. Von 2007 bis 2021 arbeitete er schließlich in verschiedenen Funktionen der Jobcenter im Landkreis Waldeck-Frankenberg und im Kreis Paderborn. Zuletzt war er als Teamleiter im Leistungsbereich SGB II beschäftigt. Von 2011 bis 2018 absolvierte er in Teilzeit ein Bachelorstudium der Politik-, Verwaltungswissenschaft und Soziologie an der Fernuniversität Hagen.
Pohlmann ist verheiratet und hat zwei Kinder.

## Politik
Pohlmann ist Mitglied der CDU. Er war von 2011 bis 2017 Mitglied der Gemeindevertretung Diemelsee und von 2009 bis 2021 Vorsitzender des CDU Gemeindeverbands Diemelsee. Er ist seit 2016 Mitglied des Kreistags des Landkreises Waldeck-Frankenberg. Seit 2021 ist er Vorsitzender des Ausschusses für Finanzen, Wirtschaft, Tourismus Mobilität und Bauen. Seit 2020 ist Pohlmann stellvertretender Kreisvorsitzender der CDU Waldeck-Frankenberg. Seit 2023 ist er Vorsitzender des CDU-Stadtverbandes der Kreis- und Hansestadt Korbach.
Bei der Landtagswahl in Hessen 2018 trat er als Ersatzbewerber für Armin Schwarz im Wahlkreis Waldeck-Frankenberg I an. Nach dessen Ausscheiden aus dem Landtag rückte Pohlmann am 2. November 2021 für ihn in den Hessischen Landtag nach. 
Bei der Landtagswahl am 8. Oktober 2023 kandidierte Pohlmann als Direktkandidat im Wahlkreis Waldeck-Frankenberg I und gewann den Wahlkreis deutlich mit 38,2 % der Stimmen direkt.
Bei der Bundestagswahl 2025 wurde Pohlmann als Direktkandidat des Bundestagswahlkreises Waldeck in den Deutschen Bundestag gewählt. Im Zuge dessen legte er sein Landtagsmandat nieder. Für ihn rückte Hartwig Jourdan in den Landtag nach. Im 21. Deutschen Bundestag ist Pohlmann ordentliches Mitglied im Verteidigungsausschuss und stellvertretendes Mitglied im Ausschuss für Digitales und Staatsmodernisierung.